# Deprea zamorae
Deprea zamorae är en potatisväxtart som beskrevs av Barboza och S.Leiva. Deprea zamorae ingår i släktet Deprea och familjen potatisväxter. Inga underarter finns listade i Catalogue of Life.